# Мейтаун (Пенсільванія)
Мейтаун (англ. Maytown) — переписна місцевість (CDP) в США, в окрузі Ланкастер штату Пенсільванія. Населення — 4098 осіб (2020).

## Географія
Мейтаун розташований за координатами 40°5′1″ пн. ш. 76°34′0″ зх. д. / 40.08361° пн. ш. 76.56667° зх. д. (40.083481, -76.566631).  За даними Бюро перепису населення США в 2010 році переписна місцевість мала площу 9,53 км², з яких 9,53 км² — суходіл та 0,00 км² — водойми.

## Демографія
Згідно з переписом 2010 року, у переписній місцевості мешкали 3824 особи в 1354 домогосподарствах у складі 1075 родин. Густота населення становила 401 особа/км².  Було 1397 помешкань (147/км²).
Расовий склад населення:
| - 94,3 % — білих - 1,7 % — чорних або афроамериканців - 0,7 % — азіатів - 0,1 % — вихідців з тихоокеанських островів - 0,1 % — корінних американців |

До двох чи більше рас належало 2,4 %. Частка іспаномовних становила 3,7 % від усіх жителів.
За віковим діапазоном населення розподілялося таким чином: 29,7 % — особи молодші 18 років, 61,6 % — особи у віці 18—64 років, 8,7 % — особи у віці 65 років та старші. Медіана віку мешканця становила 34,2 року. На 100 осіб жіночої статі у переписній місцевості припадало 98,1 чоловіків;  на 100 жінок у віці від 18 років та старших — 91,9 чоловіків також старших 18 років.
Середній дохід на одне домашнє господарство  становив 82 943 долари США (медіана — 79 732), а середній дохід на одну сім'ю — 89 250 доларів (медіана — 82 060). Медіана доходів становила 60 439 доларів для чоловіків та 37 386 доларів для жінок. За межею бідності перебувало 4,7 % осіб, у тому числі 7,8 % дітей у віці до 18 років та 0,0 % осіб у віці 65 років та старших.
Цивільне працевлаштоване населення становило 2027 осіб. Основні галузі зайнятості: освіта, охорона здоров'я та соціальна допомога — 27,6 %, виробництво — 13,4 %, будівництво — 11,6 %.